# تل خاکستری
تل خاکستری مربوط به دوران‌های تاریخی پس از اسلام است و در شهرستان داراب، روستای آبشیب واقع شده و این اثر در تاریخ ۲۵ اسفند ۱۳۸۰ با شمارهٔ ثبت ۵۰۳۲ به‌عنوان یکی از آثار ملی ایران به ثبت رسیده است.